# Kalmiella hirsuta
Kalmiella es un género monotípico de plantas fanerógamas pertenecientes a la familia Ericaceae. Su única especie: Kalmiella hirsuta es originaria de Norteamérica.

## Descripción
Son arbustos extendidos a erectos que alcanzan un tamaño de, 0.3-0.6 m de altura. Las ramitas teretes, viscosas, puberulentas, densamente hispidas. Hojas alternas, con pecíolo de 0,1-1 mm, hirsuto-puberulento; hojas elípticas a ovadas, 0,5-1,4 × 0,1 a 0,8 cm, márgenes ligeramente revolutos, ápice agudo,-apiculado redondeado, superficies normalmente puberulentas, hispidas, y con estipitado glandular, raramente glabras. Las inflorescencias son axilares, dispersas a lo largo del tallo, flores generalmente solitarias, a veces en fascículos o racimos compactos, 2-5-florecido. Pedicelos de 10-15 mm. Flores: sépalos tardíamente caducifolios, verdes, lanceoladas, de 3-8 mm, ápice agudo, superficies puberulentas, hispidas, estipitado-glandular; pétalos connados en toda su longitud, de color rosa (raramente blancos), de color rojo cerca de la anteras, con el anillo de manchas rojas proximal. Cápsulas con 5 lóculos, 2-3.5 × 2-4 mm. Las semillas no aladas, ovoides, de 0,2-0,5 mm. Tiene un número de cromosomas de 2n = 24.

## Hábitat
Se encuentra en la sabanas abiertas de arena, dunas y pinares. La floración se produce de mayo a julio.

## Taxonomía
Kalmiella hirsuta fue descrita por (Walter) Small y publicado en Flora of the Southeastern United States 886. 1903.
Sinonimia
- Kalmia hirsuta Walter	basónimo[4]